# Theretra kuehni
Theretra kuehni là một loài bướm đêm thuộc họ Sphingidae. Nó được tìm thấy ở Indonesia.
Nó rất giống với Theretra insignis nhưng nhỏ hơn và cánh trước ít nhọn hơn. Phía dưới cánh trước giống của loài Theretra insignis.